# Восточная группа армий
Восточная группа армий  (тур. Şark Ordular Grubu) — воинское формирование (группа армий) вооружённых сил Османской империи времён Первой мировой войны. Была сформирована в июне 1918 года для боевых действий на Кавказском фронте на заключительном этапе Первой мировой войны.

## Состав группы армий

### Июнь 1918 года
- Группа армий «Восточная» (командующий Вехип-паша)

В июне 1918 года в Восточную группу армий входили следующие соединения:
- - 3-я армия (командующий Мехмет Эсат-паша)
    - 6-й корпус (командир Мустафа Хилми-паша)
      - 3-я кавказская пехотная дивизия (командир Эдиб-бей)
      - 36-я кавказская пехотная дивизия (командир Хамди-бей)

    - 5-я кавказская пехотная дивизия (командир Мюрсел-бей)
    - 37-я кавказская пехотная дивизия (командир Кязым-бей)
    - 177-й пехотный полк

  - 9-я армия (командующий Якуп Шевки-паша)
    - 1-й кавказский корпус (командир Кязым Муса-паша)
      - 9-я кавказская пехотная дивизия
      - 10-я кавказская пехотная дивизия
      - 15-я пехотная дивизия

    - 4-й корпус (командир Али Ихсан-паша)
      - 5-я пехотная дивизия
      - 11-я пехотная дивизия
      - 12-я пехотная дивизия

    - Отдельная кавалерийская бригада

### Сентябрь 1918 года
- Группа армий «Восточная» (командующий Халиль-паша)

В сентябре 1918 года в группу армий «Восточная» входили следующие соединения:
- - 3-я армия (командующий Мехмет Эсат-паша)
    - 3-я кавказская пехотная дивизия
    - 36-я кавказская пехотная дивизия
    - 10-я кавказская пехотная дивизия

  - 9-я армия (командующий Якуп Шевки-паша)
    - 9-я кавказская пехотная дивизия
    - 11-я кавказская пехотная дивизия
    - 12-я пехотная дивизия
    - Отдельная кавалерийская бригада

  - Кавказская исламская армия (командующий Нури-паша)
    - 5-я Кавказская пехотная дивизия
    - 15-я пехотная дивизия